# Никола Поповић (глумац)
Никола Ј. Поповић (Горњи Милановац, 5. март 1907 — Београд, 10. март 1967) био је глумац, позоришни и филмски редитељ, члан Позориште народног ослобођења и аутор култног филма Живјеће овај народ (према сценарију Бранка Ђурића).

## Биографија
Похађао је Трговачку академију, затим Државну глумачку школу у Београду и студирао на Високој академији позоришних уметности у Берлину. Дебитовао је у Народном позоришту 1924. године у Београду, где је учествовао и у оснивању Уметничког позоришта 1939. године под утицајем немачког авангардизма.
Током Другог светског рата наступа са партизанским јединицама. По ослобађању Београда 1944. године као комесар привремене управе Народног позоришта оспособљава бомбардовањем оштећену зграду и обнавља глумачки ансамбл, када и оснива Филмску секцију при Врховном штабу чиме постаје учесник у стварању послератне југословенске кинематографије, подучава филмске сниматеље и реализује прве филмске журнале, документарне филмове („Београд”, базиран на аутентичном архивском материјалу), и режира прве игране филмове, као што су „Живеће овај народ” и „Мајор баук”, који бивају у то време на врху популарности.
Глумио је у око педесет домаћих и копродукцијских филмова и остварио низ запажених улога.

## Филмографија
Глумац | Редитељ | Писац | уредник | 
| Глумац | ▲ |
| ------ | - |

Дугометражни филм | ТВ филм | Кратки филм
|                   | 1920 | 1930 | 1940 | 1950 | 1960 | Укупно |
| ----------------- | ---- | ---- | ---- | ---- | ---- | ------ |
| Дугометражни филм | 1    | 0    | 3    | 14   | 16   | 34     |
| ТВ филм           | 0    | 0    | 0    | 0    | 4    | 4      |
| Кратки филм       | 0    | 0    | 0    | 0    | 1    | 1      |
| Укупно            | 1    | 0    | 3    | 14   | 21   | 39     |
|           | Назив                 | Улога                             |
| --------- | --------------------- | --------------------------------- |
| 1923      | Качаци у Топчидеру    | /                                 |
| 1940-te ▲ |                       |                                   |
| 1947      | Живјеће овај народ    | Професор                          |
| 1949      | Застава               | /                                 |
| 1949      | Мајка Катина          | Михаилидис                        |
| 1950-te ▲ |                       |                                   |
| 1951      | Мајор Баук            | Мајор Вранић                      |
| 1953      | Општинско дете        | /                                 |
| 1953      | Била сам јача         | Начелник Зорин муж                |
| 1955      | Њих двојица           | Четнички војвода Крста            |
| 1956      | У мрежи               | Чутура                            |
| 1957      | Зеница                | Авдага                            |
| 1957      | Мали човек            | /                                 |
| 1958      | Те ноћи               | Алија                             |
| 1958      | Кроз грање небо       | Митар - тифусар                   |
| 1958      | Погон Б               | Генерални директор                |
| 1959      | Три четвртине Сунца   |                                   |
| 1960-te ▲ |                       |                                   |
| 1960      | Дан четрнаести        | Тимотије Марковић                 |
| 1960      | Акција                | Критоф                            |
| 1960      | Партизанске приче     | /                                 |
| 1961      | Степенице храбрости   | Звонар                            |
| 1961      | Каролина Ријечка      | Градоначелник                     |
| 1963      | Човек и звер          | Алберт                            |
| 1963      | Човјек са фотографије | Професор                          |
| 1963      | Земљаци               | /                                 |
| 1964      |                       | Шериф Брандон (као Ницол Поповић) |
| 1965      | Проверено, нема мина  | Старац                            |
|      | Назив                    | Улога  |
| ---- | ------------------------ | ------ |
| 1960 | Велика поноћна мистерија | Јеврем |
| 1960 | Сплетка и љубав          | /      |
| 1961 | Доктор главом и брадом   | /      |
| 1961 | Војник са два имена      | /      |
|      | Назив       |
| ---- | ----------- |
| 1962 | Оклопни воз |
| Редитељ | ▲ |
| ------- | - |

Дугометражни филм | Документарни филм
|                   | 1940 | 1950 | Укупно |
| ----------------- | ---- | ---- | ------ |
| Дугометражни филм | 2    | 1    | 3      |
| Документарни филм | 1    | 0    | 1      |
| Укупно            | 3    | 1    | 4      |
|           | Назив              |
| --------- | ------------------ |
| 1947      | Живјеће овај народ |
| 1949      | Мајка Катина       |
| 1950-te ▲ |                    |
| 1951      | Мајор Баук         |
|      | Назив   |
| ---- | ------- |
| 1945 | Београд |
| Писац | ▲ |
| ----- | - |

Документарни филм
|      | Назив   |
| ---- | ------- |
| 1945 | Београд |
| Монтажер | ▲ |
| -------- | - |

Документарни филм
|      | Назив   |
| ---- | ------- |
| 1945 | Београд |